# Nobat
Nobat is een Gujarati avondkrant, die uitgegeven wordt in Jamnagar in de Indiase deelstaat Gujarat. Het is de eerste avondkrant die in Gujarat uitkwam en ook een van de oudste kranten in de staat, zo'n 58 jaar oud (in 2016).